# Davis Cup 1978
In 1978 werd het toernooi om de Davis Cup  voor de 67e keer gehouden. De Davis Cup is het meest prestigieuze tennistoernooi voor landen dat sinds 1900 elk jaar wordt georganiseerd.
De Verenigde Staten won voor de 25e keer de Davis Cup door in de finale Verenigd Koninkrijk met 4-1 te verslaan.
De deelnemende landen strijden in de verschillende regionale zones tegen elkaar. De winnaar van elke zone plaatst zich voor het interzonaal toernooi. De winnaar van dat toernooi wint de Davis Cup.

## Interzonaal Toernooi
|  | halve finale 6-8 oktober | halve finale 6-8 oktober |  |                     | finale 8-10 december | finale 8-10 december |
|  |                          |                          |  |                     |                      |                      |
|  |                          |                          |  |                     |                      |                      |
|  | Zweden                   | 2                        |  |                     |                      |                      |
|  | Verenigde Staten         | 3                        |  |                     |                      |                      |
|  |                          |                          |  |                     | Verenigde Staten     | 4                    |
|  |                          |                          |  | Verenigd Koninkrijk | 1                    |                      |
|  | Verenigd Koninkrijk      | 3                        |  |                     |                      |                      |
|  | Australië                | 2                        |  |                     |                      |                      |

## België
België speelt in de voorronde van de regionale groep.
| datum      | tegenstander | uitslag | locatie | groep  | ronde       | winst/verlies |
| ---------- | ------------ | ------- | ------- | ------ | ----------- | ------------- |
| 19-03-1978 | Hongarije    | 1-4     | uit     | EUR PR | kwartfinale | v             |
| 18-09-1977 | Denemarken   | 3-2     | thuis   | EUR PR | 1e ronde    | w             |

België plaatste zich niet voor het hoofdtoernooi.

## Nederland
Nederland speelt in de voorronde van de regionale groep.
| datum      | tegenstander      | uitslag | locatie | groep  | ronde       | winst/verlies |
| ---------- | ----------------- | ------- | ------- | ------ | ----------- | ------------- |
| 19-03-1978 | Tsjecho-Slowakije | 1-3     | uit     | EUR PR | kwartfinale | v             |
| 18-09-1977 | Griekenland       | 4-1     | thuis   | EUR PR | 1e ronde    | w             |

Nederland plaatste zich niet voor het hoofdtoernooi.
| niveau 1 | niveau 2 | niveau 3 | niveau 4 | niveau 5 |

Algemeen · Opzet · Finales · Winnaars 
 België ·  Nederland ·  Aruba ·  Nederlandse Antillen 

1900 · 1901 · 1902 · 1903 · 1904 · 1905 · 1906 · 1907 · 1908 · 1909 · 1910 · 1911 · 1912 · 1913 · 1914 · 1915 · 1916 · 1917 · 1918 · 1919 · 1920 · 1921 · 1922 · 1923 · 1924 · 1925 · 1926 · 1927 · 1928 · 1929 · 1930 · 1931 · 1932 · 1933 · 1934 · 1935 · 1936 · 1937 · 1938 · 1939 · 1940 · 1941 · 1942 · 1943 · 1944 · 1945 · 1946 · 1947 · 1948 · 1949 · 1950 · 1951 · 1952 · 1953 · 1954 · 1955 · 1956 · 1957 · 1958 · 1959 · 1960 · 1961 · 1962 · 1963 · 1964 · 1965 · 1966 · 1967 · 1968 · 1969 · 1970 · 1971 · 1972 · 1973 · 1974 · 1975 · 1976 · 1977 · 1978 · 1979 · 1980 · 1981 · 1982 · 1983 · 1984 · 1985 · 1986 · 1987 · 1988 · 1989 · 1990 · 1991 · 1992 · 1993 · 1994 · 1995 · 1996 · 1997 · 1998 · 1999 · 2000 · 2001 · 2002 · 2003 · 2004 · 2005 · 2006 · 2007 · 2008 · 2009 · 2010 · 2011 · 2012 · 2013 · 2014 · 2015 · 2016 · 2017 · 2018 · 2019 · 2020-2021 · 2022 · 2023 · 2024 · 2025